# Tlazala de Fabela
Tlazala de Fabela es la cabecera municipal del municipio de Isidro Fabela, uno de los 125 municipios del Estado de México en México. Es una comunidad rural y según el censo del 2010 tiene una población total de 2002 habitantes.

## Toponimia
El nombre del municipio es en honor al internacionalista y exgobernador del Estado de México, Isidro Fabela, el cual ostenta desde el 1 de abril de 1979.
Anteriormente la región fue denominada Tlazallan en el periodo prehispánico y Santiago Tlazala durante todo el periodo virreinal. El 3 de septiembre de 1874 el municipio fue renombrado como Iturbide, en honor al exgobernador del Estado de México Sabás Iturbide Rojas.